# ダニ・ハタッカ
ダニ・ハタッカ（Dani Hatakka 、1994年3月12日 - ）は、フィンランド・エスポー出身の元プロサッカー選手。現役時代のポジションは、ディフェンダー（センターバック）。